# Рябово (Кировская область)
Ря́бово — село в Зуевском районе Кировской области, входит в состав Мухинского сельского поселения.
«Родовое гнездо» художников Васнецовых, в котором семья прожила более 20 лет. 

## География
Село расположено при впадении речки Рябовка в реку Кордяга в 18 км на запад от центра поселения села Мухино и в 34 км на юго-запад от райцентра Зуевки.

## История
Дата основания села — 1754 год. В 1757 году в селе построена деревянная церковь в честь Рождества Иоанна Предтечи. Строительство теплой церкви закончено в 1795 году. Правый придел был освящен в честь Рождества Святого Иоанна Предтечи в 1796 году, левый придел освящен в 1797 году во имя Святых Зосимы и Савватия Соловецких Чудотворцев. В селе тогда жили лишь священнослужители, а крестьяне — в деревнях и починках. Приход состоял из 25 селений. В селе имелась мужская земская школа. Основное занятие жителей — землепашество. Строительство холодной церкви было завершено в 1813 году, храм был освящен во имя Покрова Пресвятой Богородицы. В «Сведениях о церквах епархии» за 1862 год о прихожанах Рябовской церкви сообщается следующее: «Прихожане состояния посредственного. Промышляют хлебопашеством, некоторые плотничают, а беднейшие идут в работники».
Воспоминания о быте крестьян оставил младший из братьев Васнецовых Александр Михайлович: «В окрестностях Рябова ещё в значительной степени сохранялся старинный уклад жизни. Избы были черные. Оконные отверстия были затянуты обделанной коровьей брюшиной (пузырем). Никакого освещения кроме лучины крестьяне не знали. Употребления мыла не было известно. Посуда была преимущественно глиняная и деревянная… Из лиц, родившихся после 1855 г., некоторое количество было грамотных. О газетах в деревнях обычно даже не слыхивали».
В конце XIX — начале XX века село входило в состав Сулаевской волости Вятского уезда. В списках населённых мест 1859—73 годов в селе числилось 6 дворов. Согласно переписи населения 1926 года в начале 1920-х годов был создан Рябовский сельсовет, число жителей села — 29 человек (11 хозяйств). Колхоз носил название им. Васнецовых.
Церковь в селе была закрыта в 1930-х годах, разобрана в 1960-х годах.
В 1981 году в селе открыт мемориальный Дом-музей В. М. и А. М. Васнецовых как филиал областного художественного музея им. Васнецовых. Школу, которая до этого располагалась в доме Васнецовых, перевели за год до открытия музея в другое здание. Начато воссоздание Рябовского пруда. Зеркало пруда составит 32 га, вода через построенную плотину поступит из речек Рябовки и Кордяги. Отведено место под пляж. Искусственно возведенный пруд нужен для воссоздания исторического облика старого села — в мемуарах Васнецовых есть детские воспоминания о Рябовском пруде.

## Население
| 1873 | 1891 | 1905 | 1926 | 1950 | 1989 | 2002 |
| ---- | ---- | ---- | ---- | ---- | ---- | ---- |
| 29   | ↗49  | ↘21  | ↗29  | →29  | ↗267 | ↗330 |
| 2010 |      |      |      |      |      |      |
| ↘191 |      |      |      |      |      |      |

## Достопримечательности

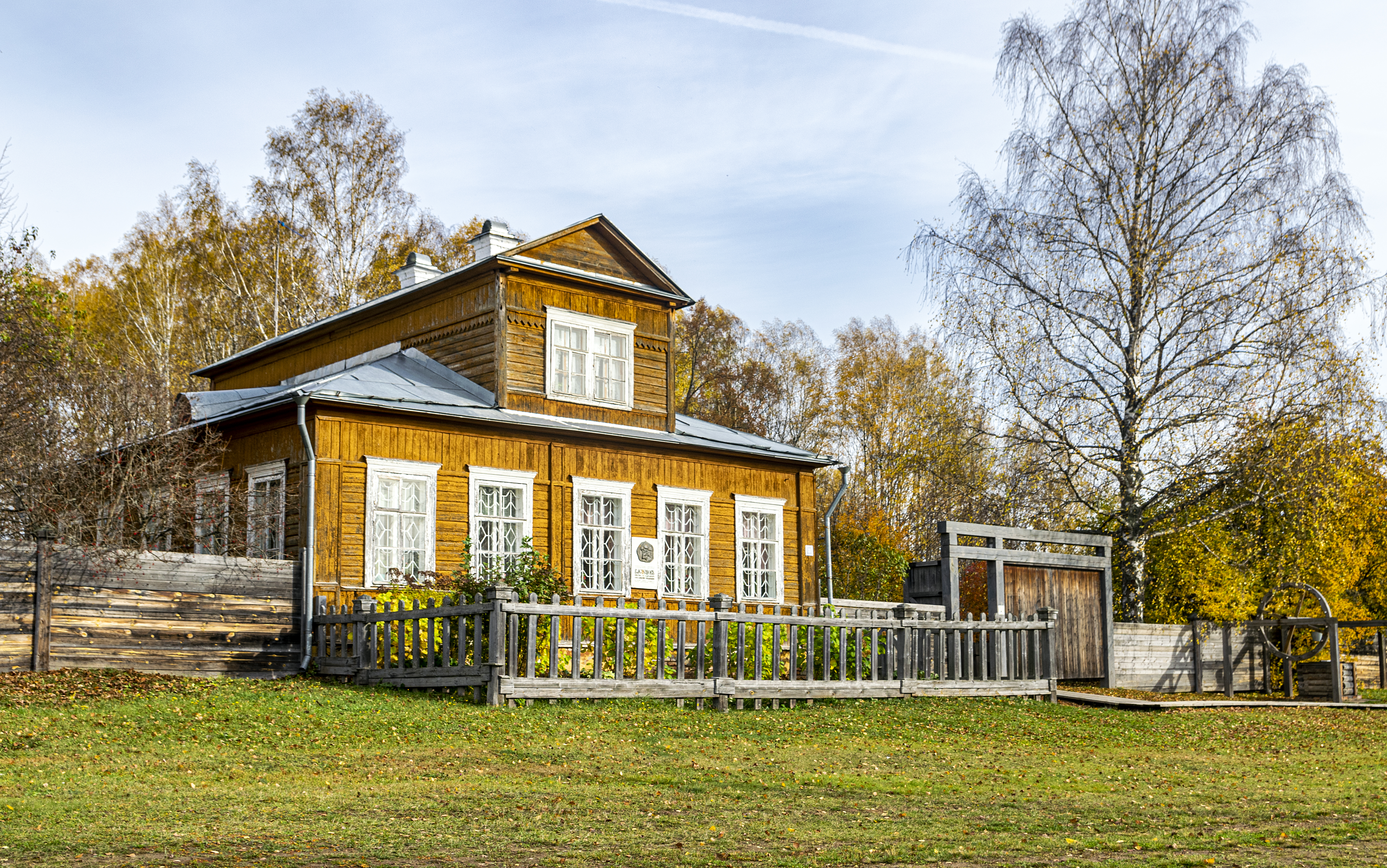
Дом Васнецовых

- Дом, в котором провели свои детские годы известные русские художники братья Васнецовы: Виктор Михайлович и Аполлинарий Михайлович. Сейчас это Историко-мемориальный и ландшафтный музей-заповедник художников В. М. и А. М. Васнецовых «Рябово» (филиал Вятского художественного музея имени В. М. и А. М. Васнецовых)[11].
- Деревянная Церковь Иоанна Предтечи (1990-98)[12]. Инициатор и один из участников строительства церкви, вместо разрушенного в 50-х годах каменного храма — директор Дома-музея братьев Васнецовых в Рябово, художник Востриков Владимир Иванович (1957-2023)[13].

## Туризм
В селе проводятся фестивали, васнецовские чтения, фольклорный праздник, выставка работ художников и ежегодный Всероссийский Васнецовский пленэр.